# Turbine (TB)
El Turbine (con identificador de casco TB) fue el primer destructor de la Clase Turbine. Sirvió en la Regia Marina italiana durante la Segunda Guerra Mundial, siendo hundido en combate en 1944. 

## Características
Construido entre 1925 y 1927, el diseño del casco se basaba en el de la previa Clase Sauro, con un ligero incremento en la eslora y la potencia de sus turbinas, mejorando su autonomía y modificando también la superestructura. En pruebas, el Turbine desarrolló una potencia de 51 214 HP, lo que le permitió alcanzar una velocidad de 39,5 nudos.
Al poco de iniciarse la Segunda Guerra Mundial se modificó el armamento, añadiendo dos lanzadores de cargas de profundidad y sustituyendo las piezas de 40 mm por ocho antiaéreos de 13,2 mm. Asimismo, uno de los montajes de tubos lanzatorpedos fue sustituido por un montaje antiaéreo doble de 37 mm.

## Historial
El Turbine operó bajo la bandera alemana de la Kriegsmarine desde el 8 de septiembre de 1943, cuando se produjo la capitulación de Italia, perdiendo el nombre y empleando únicamente el identificador TA14. Resultó hundido en combate el 15 de septiembre de 1944, por un ataque aéreo de aparatos estadounidenses, cerca de Salamina.

### Buques de la clase
• Aquilone (AL)
• Borea (BR)
•  Espero (ES)
•  Euro (ER)
•  Nembo (NB)
•  Ostro (OT)
•  Zeffiro (ZF)